# クローネ
クローネ (デンマーク語・ノルウェー語 krone, ドイツ語 Krone) は、北欧・中欧諸国の通貨。複数形はクローナー (kroner, Kroner)。
デンマーク語・ノルウェー語・ドイツ語以外の使用地域の言語では、クローナ (スウェーデン語 krona, フェロー語 króna)、クローン (エストニア語 kroon)、コルナ (チェコ語・スロヴァキア語 koruna)、コロナ (ハンガリー語・ポーランド語 korona, イタリア語 corona)、クルナ (セルビア語 круна, クロアチア語 kruna)、コルーニ (グリーンランド語 koruuni) などと言い、日本語でもそれに応じて使い分けることもある。

## 名称
クローネは、ドイツ語・デンマーク語・ノルウェー語で「王冠」を意味する。英語のクラウン (crown)、ラテン語のコロナ (corona) にあたる。
近隣のいくつかの国でも、「王冠」を意味し「クローネ」に似た名称を通貨としている。しかし、それらの言語では、現地名に応じて呼び分けることはせず、全てを区別せず、自国語の名称で呼ぶ。
たとえば、スウェーデンではスウェーデン語で王冠を意味するクローナ (krona) を、チェコでは同様にコルナ (koruna) を通貨としている。ドイツ語などでは通常、それら全てを区別せずクローネと呼ぶ。同様に、スウェーデン語ではクローナと、チェコ語ではコルナと呼ぶ。同様のことは、クローネに似た名称の通貨が流通したことのない言語圏でも見られ、たとえばフランス語では、フランス語で王冠を意味するクロンヌ (couronne) と呼ぶ。
ただし英語では、それらをクラウン (crown) と呼ぶことはあまりなく、現地名で呼ぶか、あるいは区別せずクロウネ (krone) と呼ぶ。日本語でも、現地名で呼ぶか、あるいは区別せずクローネと呼ぶ。

## 歴史

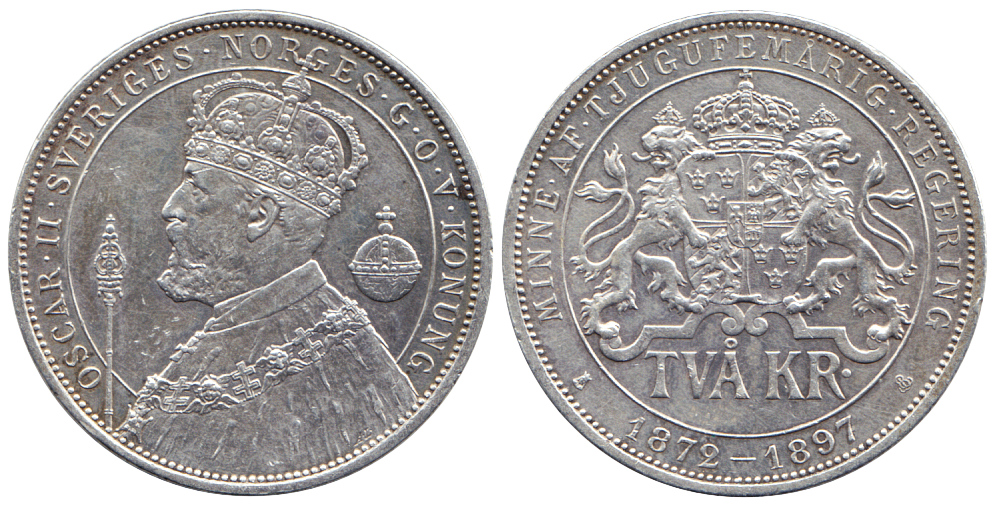
2スウェーデンクローネ1897

1873年5月5日、当時流行していた汎スカンディナヴィア主義のもと、デンマークとスウェーデンはスカンディナヴィア通貨同盟を結成、金本位制に基づく通貨統合を実現し、統一通貨クローネ（スウェーデンではクローナだがクローネで統一して述べる）を導入した。これが、公式の通貨としては最初のクローネである。1875年にはノルウェーも同盟に加盟した。当時の金平価は純金1グラム = 2.48クローネであったが、各国のそれまでの通貨との交換レートは1デンマーク・リグスダレル = 2クローネ、1スウェーデン・リグスダレル = 1クローネ、1ノルウェー・スペシーダーレル = 4クローネと定められた。
第一次世界大戦勃発直後の1914年8月2日、スウェーデンは金本位制を放棄し不換紙幣を発行した。これにより、通貨同盟は消失し、3ヵ国のクローネは独自の道を歩むこととなった。
スカンディナヴィア以外では、オーストリア＝ハンガリー帝国が1892年、クローネを導入した（スカンディナヴィアのクローネとは別）。第一次世界大戦後の帝国の解体により生まれた新しい独立国のいくつかが、引き続きクローネ（に相当する自国語）を通貨名称とした。

## 各地のクローネ

### 現行
- アイスランド・クローナ - アイスランド
- スウェーデン・クローナ - スウェーデン
- チェコ・コルナ - チェコ
- デンマーク・クローネ - デンマーク
- ノルウェー・クローネ - ノルウェー
- フェロー・クローナ - デンマーク領フェロー諸島

### 廃止
- エストニア・クローン - エストニア (1928-1940, 1992-2010)
- オーストリア・クローネ - オーストリア (1922-1924)
- オーストリア＝ハンガリー・クローネ - オーストリア・ハンガリー (1892-1918)
- スカンジナビア通貨同盟のクローネ - デンマーク (1873-1914)、スウェーデン (1873-1914)、ノルウェー (1875-1914)
- スロバキア・コルナ (1993-2008)
- チェコスロバキア・コルナ - チェコスロバキア (1919-1939, 1945-1993)
- ハンガリー・コロナ - ハンガリー (1919-1925)
- ベーメン・メーレン・コルナ - ドイツ領ベーメン・メーレン保護領 (1939-1945)
- ユーゴスラビア・クルナ - ユーゴスラビア (1918-1922)
- リヒテンシュタイン・クローネ - リヒテンシュタイン (1898 - 1921)

### 未導入
- グリーンランド・コルーニ - デンマーク領グリーンランド（現在はデンマーク・クローネ）に導入予定
- スカンジナビア・クローネ - デンマーク、スウェーデン、ノルウェー通貨統合構想での通貨

## 補助通貨
補助通貨の価値はいずれの国でも1/100クローネである。
ただし、補助通貨の名称は語源の異なるいくつかのグループに分けられる。
1. エーレなど
  - 1アイスランド・クローナ = 100 eyrir
  - 1スウェーデン・クローナ = 100エーレ (öre)
  - 1デンマーク・クローネ = 100エーレ (øre)
  - 1ノルウェー・クローネ = 100エーレ (øre)
  - 1フェロー・クローナ = 100 oyra
2. ヘラーなど
  - 1オーストリア・クローネ = 100ヘラー (Heller)
  - 1オーストリア・ハンガリー・クローネ = 100ヘラー (ドイツ語 Heller) = 100フィレール (ハンガリー語 fillér)
  - 1スロバキア・コルナ = 100 halier
  - 1チェコ・コルナ = 100 haléř
  - 1チェコスロバキア・コルナ = 100 haléř (チェコ語) = 100 halier (スロバキア語)
  - 1ベーメン・メーレン・コルナ = 100 haléř
  - 1ハンガリー・コロナ = 100 fillér
3. セント
  - 1エストニア・クローン = 100セント (sent)

クローネの各国での名称を区別しないときでも、これらの別のグループの補助通貨を同じ名称で呼ぶことはない。たとえばドイツ語では、1.のグループの補助通貨はエーレ (Öre) と呼び、2.のグループの補助通貨はヘラー (Heller) と呼ぶ。
エーレはラテン語の金（aurum）、ヘラーは南ドイツのシュヴェービッシュ・ハルで中世に鋳造されたヘラー硬貨が語源となる。なお、ハンガリーのフィレールは別語源である。同国で少額貨幣として多用された4クロイツァー硬貨から、ドイツ語の4（vier、フィーア）が元となっている。 